# Jリーグオールスターサッカー
Jリーグオールスターサッカーは、1993年から2007年まで、Jリーグ開幕当初からJ1リーグ戦中盤の夏季（一部例外あり）に開催されていたサッカーの大会である。選手はサポーター投票、もしくはJリーグ推薦によって、監督はサポーター投票によって選ばれた。

## 概要
1993年から1998年は日本コダック（カメラフィルム）がスポンサーとなりKodakオールスターサッカー、1999年から2001年はたらみ（食品メーカー）がスポンサーとなりたらみオールスターサッカー、2002年から2007年はガソリンのJOMOブランドを展開するジャパンエナジー（現・ENEOS）がスポンサーとなり、JOMOオールスターサッカーと呼称されていた。
1995年、1996年については前年度の年間通算成績を基に奇数順位組の「J-ヴェガ」と偶数順位組の「J-アルタイル」に分けていたが、それ以外の年度は原則として本拠地を東西に同クラブ数ずつ分けての（1997年のみクラブ数が奇数だったため8:9）対抗戦という形が取られていた。東軍をJ-EAST（ジェイ・イースト）、西軍をJ-WEST（ジェイ・ウェスト）と呼んだ。ただ、関東地方にJ1クラブが偏っている関係上、関東地方のクラブでもJ-WESTに組み込まれる事があった（2007年シーズンの場合、18クラブ中、関東地方のクラブだけで10クラブ）。なお他のクラブのJ1昇格、J2降格により、初期では横浜フリューゲルスやベルマーレ平塚、清水エスパルス、後年では横浜F・マリノスやアルビレックス新潟のように前回の東西分けと異なる側に所属することもあった。
2007年でJリーグの東西対抗などの方式は中止し、2008年からKリーグ（大韓民国）とのリーグ対抗戦「JOMO CUP」としてリニューアルしたものの、2010年のオールスターは冠スポンサーが付かなかったため日韓対抗戦を含め休止すると発表された。発表時点では、廃止ではなく2011年以後は再開する方針であったが、それ以降2024年までJリーグにおいてオールスターサッカーは開催されていない。

### 選出方法
サポーター投票により選手11人と監督1人、コーチ2人を決定。選手についてはゴールキーパー1人、他のポジションから3人、及び各ポジション第4位の選手の中から最多得票者1人とし、最低4クラブ以上から選抜されることになっていた。また全ポジションを含めた最多得票者がキャプテンを務めることになっていた。監督については最多得票者が担当し、2-3位の監督がコーチ役を務めた。またJリーグ推薦枠として、各ポジションから1人、ゴールキーパー以外からはさらにもう1人の計5人が選抜され、16人の選手が双方から選抜される。Jリーグ推薦により、各クラブから最低でも1人は選出される。投票の受付は葉書、インターネット、携帯電話、FAXで行われるほか、一部の各クラブのホームスタジアムでも受け付けた。

### 表彰
- 勝利チーム賞「JOMOオールスターサッカー杯」（優勝トロフィー）
- MVP - その試合で最も活躍した勝利チーム所属選手1人にジャパンエナジーから賞金100万円とトロフィー、副賞（高級外車）（2007年度はマグロ1尾200kg相当、静岡産こしひかり1t）
- 敢闘賞 - その試合で最も活躍した敗戦チーム所属選手1人にジャパンエナジーから賞金50万円とトロフィー、副賞（2005年度と2007年度はヤマザキナビスコの菓子製品1年分）
- MIP - その試合で最も印象的なプレーを披露した選手を両軍を通して1人に対し、テレビ朝日から賞金100万円

### テレビの実況中継
第1回大会以来一貫してテレビ朝日により生中継（一部年度は番組編成への配慮から撮って出しによる録画中継）されていた。また、BS朝日でも地上波放送終了後、録画中継で放送された。副音声放送では実況放送とは別内容（トーク形式）の音声を流していた。地上アナログ放送はモノラル二重音声で、地上デジタル放送・BS朝日はステレオ二重音声となっていた。

### ユニフォーム
Jリーグオールスターサッカーでは、その年だけのオリジナルデザインのユニフォームが使用されていた。各年のユニフォームサプライヤーは以下のメーカーだった。
- 「ミズノ」 （1993 - 1994年）
- 「アディダス（デサント）」 （1995 - 1998年）
- 「ルコック（デサント）」 （1999 - 2002年）
- 「ミズノ」 （2003 - 2007年）

## 歴代大会結果
| 開催日        | ホーム         | 結果             | アウェー           | MVP                      | 敢闘賞                 | MIP                  | 会場               | 入場者数 |
| ------------- | -------------- | ---------------- | ------------------ | ------------------------ | ---------------------- | -------------------- | ------------------ | -------- |
| 1993年7月17日 | WEST           | 1 - 2            | EAST               | 三浦知良（V川崎）        | 永島昭浩（G大阪）      |                      | 神戸ユニバー競技場 | 42,790   |
| 1994年7月23日 | WEST           | 2 - 1            | EAST               | 永島昭浩（清水）         | 城彰二（市原）         |                      | 広島ビッグアーチ   | 37,976   |
| 1995年7月29日 | ジェイ・ヴェガ | 4 - 0            | ジェイ・アルタイル | 城彰二（市原）           | ブッフバルト（浦和）   | ブッフバルト（浦和） | 国立競技場         | 53,690   |
| 1996年7月6日  | ジェイ・ヴェガ | 2 - 2 (PK 4 - 3) | ジェイ・アルタイル | ストイコビッチ（名古屋） | カルロス（京都）       | レオナルド（鹿島）   | 長居スタジアム     | 41,629   |
| 1997年7月27日 | J-WEST         | 4 - 1            | J-EAST             | エムボマ（G大阪）        | ジョルジーニョ（鹿島） | ラモス瑠偉（京都）   | 神戸ユニバー競技場 | 22,248   |
| 1998年8月16日 | J-EAST         | 1 - 3            | J-WEST             | ストイコビッチ（名古屋） | 小野伸二（浦和）       | 森島寛晃（C大阪）    | 横浜国際総合競技場 | 60,566   |
| 1999年7月31日 | J-WEST         | 3 - 2            | J-EAST             | 森島寛晃（C大阪）        | 中村俊輔（横浜FM）     | 稲本潤一（G大阪）    | 長居スタジアム     | 43,560   |
| 2000年8月26日 | J-EAST         | 2 - 5            | J-WEST             | ストイコビッチ（名古屋） | 中田浩二（鹿島）       | 西沢明訓（C大阪）    | 宮城スタジアム     | 32,105   |
| 2001年8月4日  | J-WEST         | 3 - 4            | J-EAST             | 柳沢敦（鹿島）           | アレックス（清水）     | 中山雅史（磐田）     | 豊田スタジアム     | 37,432   |
| 2002年8月24日 | J-EAST         | 2 - 1            | J-WEST             | エメルソン（浦和）       | 三浦知良（神戸）       | 中西永輔（市原）     | 埼玉スタジアム     | 57,496   |
| 2003年8月9日  | J-EAST         | 3 - 1            | J-WEST             | エムボマ（東京V）        | 森島寛晃（C大阪）      | 三浦知良（神戸）     | 札幌ドーム         | 34,669   |
| 2004年7月3日  | J-EAST         | 3 - 3            | J-WEST             | 石川直宏（FC東京）       | ウェズレイ（名古屋）   | 三浦淳宏（東京V）    | 新潟スタジアム     | 40,640   |
| 2005年10月9日 | J-WEST         | 3 - 2            | J-EAST             | マグノ・アウベス（大分） | 中澤佑二（横浜FM）     | 中山雅史（磐田）     | 大分ビッグアイ     | 33,549   |
| 2006年7月15日 | J-EAST         | 4 - 1            | J-WEST             | 中澤佑二（横浜FM）       | パウリーニョ（京都）   | 巻誠一郎（千葉）     | カシマスタジアム   | 32,975   |
| 2007年8月4日  | J-WEST         | 3 - 2            | J-EAST             | 大久保嘉人（神戸）       | 小野伸二（浦和）       | 中山雅史（磐田）     | エコパスタジアム   | 30,941   |

### 主なトピック
- 1993年 - 怪我でイーストからジーコ、都並敏史[5]、ウエストからはゲーリー・リネカーが出場を辞退した[6]。イーストのアルシンドも直前で欠場となった。
- 1994年 - Jリーグ主催におけるジーコのラストマッチ。怪我でWESTメンバーの勝矢寿延、中山雅史、ワールドカップ優勝記念行事でロナウドが欠場、代わって森山佳郎、加藤久、永島昭浩が出場、EASTメンバーの三浦知良、福田正博が欠場、代わって城彰二、武田修宏が出場した[7]。
- 1995年 - この年からMIP選出。
- 1996年 - オールスター史上初にして唯一のPK戦の末J-Vegaが勝利。
- 1997年 - 台風のため当初予定の7月26日から1日延期して開催。エムボマが史上初のハットトリック達成。
- 2000年 - ストイコビッチが大会最多3回目のMVP獲得。
- 2001年 - 柳沢が大会史上2人目のハットトリック達成。
- 2003年 - 大会史上初のドーム開催となる札幌ドームでの開催。森島・カズがこの年の受賞で共に3賞すべてに選ばれた事になる。
- 2004年 - オールスターでは史上初めての引き分け。
- 2005年 - W杯予選、コンフェデレーションズ杯など日本代表のスケジュールの関係で13回目にして秋季、九州、昼時と初尽くし。得点者以外から初のMVP選出。
- 2006年 - 前半で交代したJ-WESTの兵働が後半35分に青山の負傷により再びピッチに立った(交代枠を使い果たしていたため特例)。FKで先制点を決めた中澤がディフェンダーとしては初のMVP選出。
- 2007年 - 史上初のカズvsゴン対決。中山が3度目のMIP受賞。

## 記録

### 通算出場試合数
| 順位 | 出場回数 | 選手名   | 出場年度                   | 備考                   |
| ---- | -------- | -------- | -------------------------- | ---------------------- |
| 1位  | 9回      | 中西永輔 | 93,94,95,98,99,00,01,02,03 | 03年はMFとして出場     |
| 1位  | 9回      | 三浦知良 | 93,97,98,00,01,02,03,04,07 | 03,04年はMFとして出場  |
| 1位  | 9回      | 川口能活 | 95,96,97,98,99,00,01,06,07 |                        |
| 2位  | 8回      | 井原正巳 | 93,94,95,96,97,98,00,02    |                        |
| 2位  | 8回      | 森島寛晃 | 95,96,97,98,99,00,03,05    | 95,96年はFWとして出場  |
| 2位  | 8回      | 宮本恒靖 | 97,99,00,01,02,04,05,06    |                        |
| 2位  | 8回      | 中山雅史 | 95,00,01,02,04,05,06,07    |                        |
| 2位  | 8回      | 西野朗   | 98,99,00,02,03,04,05,07    | 監督・コーチとして出場 |
| 3位  | 7回      | 楢﨑正剛 | 97,98,99,00,01,02,03       |                        |
| 3位  | 7回      | 藤田俊哉 | 95,96,99,01,04,05,07       | 99年はFWとして出場     |
| 4位  | 6回      | 武田修宏 | 93,94,96,97,98,99          | 96年はDFとして出場     |
| 4位  | 6回      | 澤登正朗 | 93,94,95,96,97,00          |                        |
| 4位  | 6回      | 岩本輝雄 | 94,96,97,98,02,03          | 94,98年はDFとして出場  |
| 4位  | 6回      | 中澤佑二 | 99,00,01,05,06,07          |                        |

### 通算得点数
| 順位 | 選手名                 | 得点数 | 年度(( )はゴール数) | 備考                           |
| ---- | ---------------------- | ------ | ------------------- | ------------------------------ |
| 1位  | 森島寛晃(C大阪)        | 6点    | 95,97,98(2),99,00   | 4年連続ゴール(97～00)は歴代1位 |
| 2位  | 三浦知良(V川崎、神戸)  | 5点    | 93(2),01,02,03      | 93はV川崎、01～03は神戸        |
| 2位  | ストイコビッチ(名古屋) | 5点    | 96(2),98,99,00      |                                |
| 3位  | エムボマ(G大阪、東京V) | 4点    | 97(3),03            | 97はG大阪、03は東京V           |
| 4位  | 城彰二(市原)           | 3点    | 94,95(2)            |                                |
| 4位  | 柳沢敦(鹿島)           | 3点    | 01(3)               |                                |
| 4位  | 中山雅史(磐田)         | 3点    | 01,05,07            |                                |
| 5位  | 永島昭浩(G大阪、清水)  | 2点    | 93,94               | 93はG大阪、94は清水            |
| 5位  | 中村俊輔(横浜FM)       | 2点    | 99(2)               |                                |
| 5位  | 西澤明訓(C大阪)        | 2点    | 00(2)               |                                |
| 5位  | ウェズレイ(名古屋)     | 2点    | 04(2)               |                                |
| 5位  | 中澤佑二(横浜M)        | 2点    | 05,06               |                                |
| 5位  | 巻誠一郎(千葉)         | 2点    | 05,06               |                                |
| 5位  | バレー(甲府)           | 2点    | 06(2)               |                                |
| 6位  | ジョルジーニョ(名古屋) | 1点    | 94                  |                                |
| 6位  | ペレイラ(V川崎)        | 1点    | 95                  |                                |
| 6位  | 藤田俊哉(磐田)         | 1点    | 96                  |                                |
| 6位  | カルロス(京都)         | 1点    | 96                  |                                |
| 6位  | ジョルジーニョ(鹿島)   | 1点    | 97                  |                                |
| 6位  | 武田修宏(市原)         | 1点    | 98                  |                                |
| 6位  | 黄善洪(C大阪)          | 1点    | 99                  |                                |
| 6位  | 西澤淳二(川崎)         | 1点    | 00                  |                                |
| 6位  | トゥット(FC東京)       | 1点    | 00                  |                                |
| 6位  | 吉原宏太(G大阪)        | 1点    | 00                  |                                |
| 6位  | 明神智和(柏)           | 1点    | 01                  |                                |
| 6位  | アレックス(清水)       | 1点    | 01                  |                                |
| 6位  | 小倉隆史(札幌)         | 1点    | 02                  |                                |
| 6位  | エメルソン(浦和)       | 1点    | 02                  |                                |
| 6位  | 中田浩二(鹿島)         | 1点    | 03                  |                                |
| 6位  | 山田卓也(東京V)        | 1点    | 03                  |                                |
| 6位  | 石川直宏(FC東京)       | 1点    | 04                  |                                |
| 6位  | 鶴見智美(清水)         | 1点    | 04                  |                                |
| 6位  | 田中達也(浦和)         | 1点    | 04                  |                                |
| 6位  | 三浦淳宏(東京V)        | 1点    | 04                  |                                |
| 6位  | 福西崇史(磐田)         | 1点    | 05                  |                                |
| 6位  | 高松大樹(大分)         | 1点    | 05                  |                                |
| 6位  | 古橋達弥(C大阪)        | 1点    | 06                  |                                |
| 6位  | 大久保嘉人(神戸)       | 1点    | 07                  |                                |
| 6位  | 佐藤寿人(広島)         | 1点    | 07                  |                                |
| 6位  | 我那覇和樹(川崎)       | 1点    | 07                  |                                |

### 最年長得点記録
- 中山雅史（磐田）　39歳10カ月12日

### 連続得点記録
- 森島寛晃（C大阪）　4年（1997年～2000年）

## 備考
- この大会の前身は日本サッカーリーグ（JSL）時代の1965年に開始された「JSL東西対抗戦」である。それが1986年にスポンサー付き賞金大会の「JSLオールスターサッカー」にリニューアルされ、Jリーグ発足後もそのまま行われていた。JSL時代のスポンサーもJリーグ初期と同じ日本コダックであった。
- サッカーにおいてこのようなオールスターゲームを行うリーグは少なく、他の例としてメジャーリーグサッカーやKリーグ、その他アジア地域のいくつかのリーグで行われているのみである。サッカー界の中心である欧州や南米に於いてこれに類する大会はない。
- サッカー界に馴染みの無いこの大会は、アメリカのNFL等のスポーツリーグに於けるオールスター戦を模したものであるとされている[要出典]が、それらの手本としたリーグは「リーグが二つに分かれている」「そのリーグ毎に選手を選びチームを編成し戦う」と言う形であり「普段では観る事の出来ない対戦」と言う希少性があるが、日本のJリーグの場合、そのような事も無く、更には日本代表と言う名実共に最高の選手の集うチームが各年代で頻繁に編成されるので、その様な希少性は薄い。[要出典]
- 一部マスコミ報道などでは「球宴」「夢の球宴」等と呼ばれることがあるが、Jリーグではその様な呼び方をした事はない。

### マスコット大会
Jリーグオールスターサッカーにおいて行われる各チームのマスコット達による共演。メインのオールスター戦前に行われていたイベント。マスコット大会の部分はテレビでは放送されないため会場に行かないと見ることはできなかった。なおマスコット達が一同に会する場は2013年からシーズン初めのFUJIFILM SUPER CUP（当時はFUJI XEROX SUPER CUP）に移りながら現在まで続いている。